# Kościół ewangelicko-augsburski w Srokowie
Kościół ewangelicko-augsburski w Srokowie – jeden z rejestrowanych zabytków dawnego miasta, obecnie wsi Srokowo, w województwie warmińsko-mazurskim. Obecnie jest to kościół filialny parafii Ewangelicko-Augsburskiej w Kętrzynie. Należy do diecezji mazurskiej Kościoła Ewangelicko-Augsburskiego w RP.
Świątynia została zbudowana w 1937 roku przez katolików. W 1945 roku kościół został przejęty przez luteran, a dotychczasowy Kościół ewangelicki otrzymali katolicy, ponieważ zmieniła się struktura wyznaniowa ludności.
Budowla posiada jedną nawę, od strony zachodniej znajduje się wieża dzwonna. kościół jest orientowany i został zbudowany z granitowych głazów. Wieża dzwonna do wysokości kalenicy jest zbudowana również z granitu, a powyżej z cegły. Świątynia wybudowana została w stylu nawiązującym do romańskiego. We wnętrzu jest umieszczone sklepienie pseudokolebkowe.